# Classe Smol'nyy
Le unità appartenenti alla classe Smol'nyy (nome in codice NATO del progetto 887 russo) sono navi da addestramento di grandi dimensioni.
La classificazione russa è Uchebnoye Sudno (nave da addestramento).

## Lo sviluppo ed il servizio
Le classe Smol'nyy entrarono in servizio a partire dal 1976, per sostituire gli ormai superati incrociatori classe Sverdlov, entrati in servizio a partire dal 1952 prima utilizzati in quel ruolo.
Furono costruiti preso i cantieri navali di Stettino, in Polonia.
La classe in origine contava tre unità. Oggi ne sopravvivono due, entrambe nella Flotta del Baltico.
- Smol'nyy: entrata in servizio nel 1976.
- Perekop: entrata in servizio nel 1978.

La terza unità, la Khasan, è in riserva.